# Pensando en ti (álbum)
Pensando en ti es el decimocuarto álbum como solista del cantante y compositor argentino de cuarteto Pelusa. Fue editado y distribuido en 1993 por Distribuidora Belgrano Norte S.R.L. en casete y disco compacto.

## Lista de canciones
Lado A
1. «Pensando en ti» (J. D. Farías, D. López, M. Calderón) – 3:05
2. «Existe una razón» (Sandro Armil) – 3:26
3. «Todo es nada si no estás» (D.R.) – 3:15
4. «Amor perdido» (J. D. Farías, D. López, J. Brizuela) – 3:30
5. «Finges enamorada» (J. Brizuela, J. D. Farías, G. López) – 3:08

Lado B
1. «Piénsalo bien» (J. D. Farías, R. Juncos, M. Calderón) – 2:50
2. «Soñé contigo» (M. Calderón, J. Brizuela, A. Calderón) / «María Cristina» (W. Luna, Ledesma, López, J. Brizuela) – 4:00
3. «Negrita caprichosa» (W. Luna, J. D. Farías, M. Calderón) – 3:10
4. «Le gusta bailar / A bailar la pachanga» (J. Brizuela, M. Calderón, G. López) – 4:12
5. «Cómo haré» (J. D. Farías, D. López,  M. Calderón) – 2:35

## Créditos
- Arreglos: D. López, J. Brizuela, W. Luna
- Dirección musical: Duilio López
- Grabado en: estudios PIRA
- Técnico: Sergio Oliva
- Producción general: Juan Domingo Farías
- Diseño gráfico: Norberto E. López

- Datos: Q107977995